# جورج مان (لاعب دوري الرغبي)
جورج مان (بالإنجليزية: George Mann)‏ هو لاعب دوري الرغبي نيوزيلندي، ولد في 31 يوليو 1965.